# بربنک (ایلینوی)
بربنک، ایلینوی (به انگلیسی: Burbank, Illinois) یک شهر در ایالات متحده آمریکا با جمعیت ۲۸٬۹۲۵ نفر است که در ایلی‌نوی واقع شده‌است.